# 徐世琪
徐世琪（英語：Angela Su，1969年—），香港艺术家，以富有科学感的绘画和行为艺术著称。2014年被 Art Radar 选为亚太地区最有影响力的女性艺术家之一。

## 生平
徐世琪于1969年於香港出生。她在1990年获得了多伦多大学的生物化学学位，并于1994年获得安大略艺术设计大学的视觉艺术学位。 她曾參與第2届CAFAM双年展及第17届悉尼双年展，而的作品亦在伦敦的薩奇美術館及白教堂美術館展出。2022年以展覽「徐世琪：懸浮，香港在威尼斯」代表香港參與第59屆威尼斯雙年展，并把展覽精華於2023年在M+以「宇宙最強之懸浮者──Lauren O」為主題展出。

## 部分展览

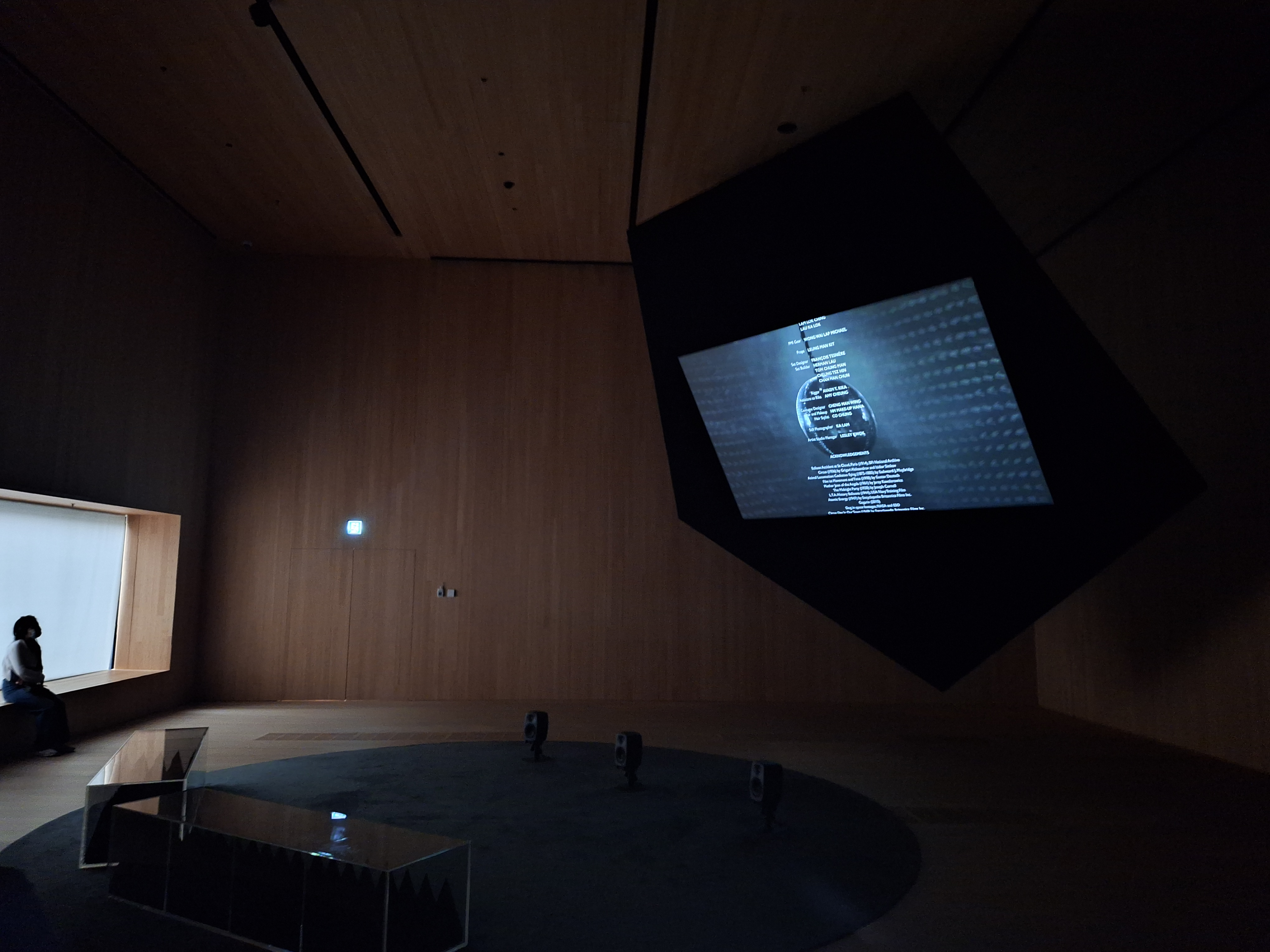
M+徐世琪隆重呈獻：宇宙最強之懸浮者-Lauren O

- 2013年，In Berty We Trust!，安全口画廊，香港
- 2012年，Stigmatics – The Hartford Girl and Other Stories，安全口画廊，香港
- 2011年，A Brief History of Time，RBS Gallery，马来西亚
- 2011年，BwO, Grotto Fine Art，香港
- 2008年，Paracelsus' Garden, Grotto Fine Art，香港
- 2006年，Senninbari，Jendala Gallery at the Esplanade，Singapore Fringe Festival，新加坡
- 2003年，Mircoviolence，艺穗会，香港
- 2002年，De Humani Corporis Fabrica，香港歌德学院
- 2023年，徐世琪隆重呈獻：宇宙最強之懸浮者──Lauren O，M+，香港

## 部分作品

### Mesures et Démesures（2015年）
Mesures et Démesures 是一件时长六分钟的影像作品。影像从花朵图像开始，背景伴有规律的敲击声。出现的图像有19世纪末期的精神科医生，让-马丁·沙可（Jean-Martin Charcot），以及他对一位癔症病患进行的检查。

### Hong Kong Bestiary（2015年）
本展览包括了多种体现人类和动物关系的绘画作品。作品描绘了例如人类利用动物不能表达反抗，而故意使用动物图像以解决社会、道德、环境和政治问题。这些作品用动物与人类对话的方式，将它们的想法带出水面。

### Methods of Art（2015年）
Methods of Art 是一件时长一分钟的影像作品，回应了策展人Johannes Hedinger于2013年在德国发起的关于艺术家访问的档案项目 Methods of Art (MoA)。 影像的开头，徐世琪被抓到一间屋子里，然后开始播放一段提前录制好的音频。艺术家在錄音中为浪费观众看她的影片和毫无意义的艺术作品而道歉。

### Hartford Girl and other stories（2014年）
"Hartford Girl and other stories" 由一件时长11分钟35秒的影像和6件摄影作品组成。 这件作品有多层叙事，记录了一组复杂的、在艺术家本人身上的无墨水刺青，包括了39条徒手纹上的线状文字。 纹身暗示着耶稣在受刑前被鞭打的次数。

### In Berty We Trust!（2013年）
施虐和受虐是这次展览的主题。  作品包括动画，在制图胶片上的墨水绘画，以及一本反思人类与科技/机器关系的插图出版物《Berty》。 书中有徐世琪的绘画作品，艺术家唐纳天撰写的后记，和亚洲艺术文献库 Mary Lee所著的1万8千字短篇小说。

## 外部連結
- 刺點畫廊：徐世琪 （页面存档备份，存于）